# باتريك ساندل
باتريك ساندل (بالسويدية: Patrik Sandell) مواليد 21 أبريل 1982، هو سائق راليات سويدي. شارك في بطولة العالم للراليات. شارك في رالي التحدي عبر القارات.

## روابط خارجية
- باتريك ساندل على موقع Rallye-info.com (الإنجليزية)
- باتريك ساندل على موقع eWRC-results.com (الإنجليزية)
- باتريك ساندل على موقع ألعاب إكس (مؤرشف) (الإنجليزية)